# Claude Caillé
Pour les articles homonymes, voir Caillé (homonymie).
Claude Caillé est un Français né à Rochefort  le 8 mars 1931 et mort le 17 mars 2011 à Royan,. Il est le créateur du zoo de la Palmyre, qui a ouvert ses portes en 1966, et qui est aujourd'hui un des dix parcs zoologiques les plus fréquentés de France.

## Biographie

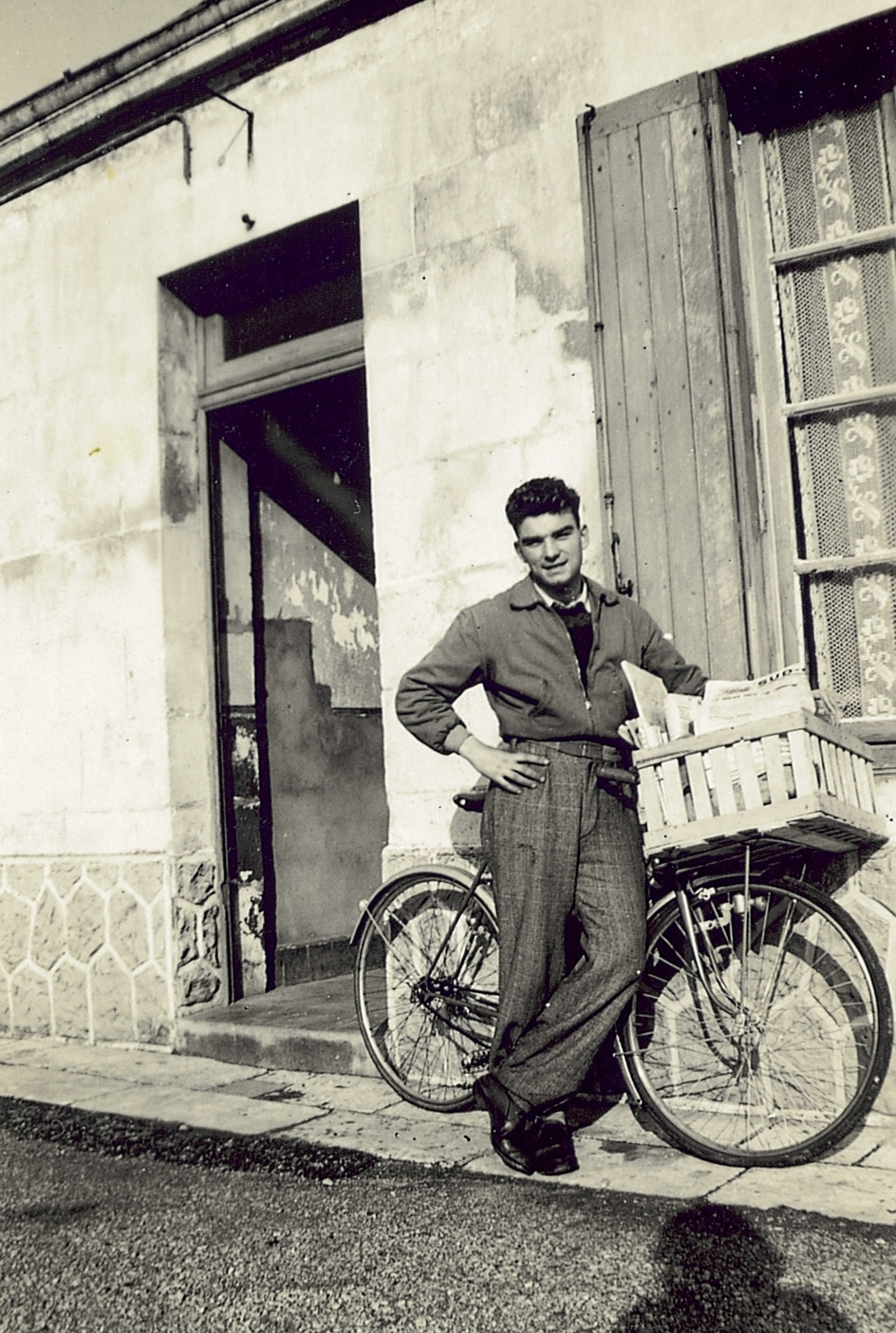
Claude Caillé, lorsqu'il était vendeur de journaux

Fils d'un vendeur de journaux, il commence à travailler avec son père dans ce milieu modeste dès l'âge de 14 ans. Il a une vingtaine d’années lorsqu'il fait la rencontre de sa future femme, Irène, dont l'un des frères possède un petit parc zoologique à La Crouzille, au nord de Limoges. C'est en venant y aider son beau-frère que Claude Caillé se découvre une passion pour les animaux. Dès lors, il se plonge dans les livres et étudie la zoologie.

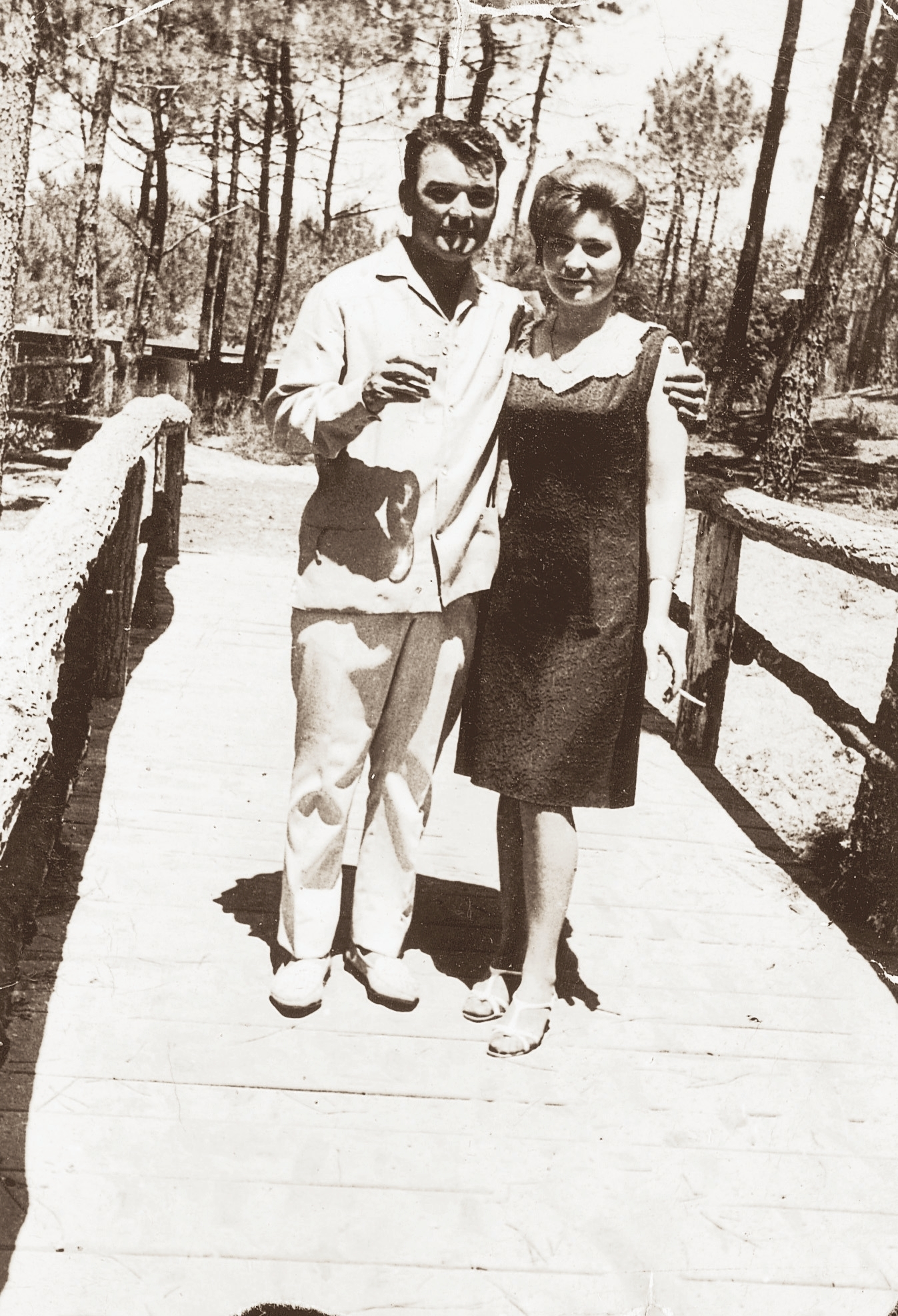
Claude Caillé et son épouse, Irène

En 1957, accompagné de sa femme et de ses deux enfants, Patrick et Bruno, il débute avec un petit zoo ambulant qu'il présente dans les écoles, sillonnant la France. Puis, dans les années 60, il décide de partir en Afrique pour y capturer des animaux. Après un séjour chez les Pygmées, il ramène du Cameroun des gorilles et des chimpanzés.
Il part ensuite au Kenya où, aidé par les Kikuyus, il capture zèbres, antilopes et girafes, mais n'a pas suffisamment d'argent pour payer les taxes et le transport des bêtes. Il rentre alors en France bredouille, mais revient trois mois plus tard avec l'argent nécessaire. Malheureusement, les animaux confiés à son équipe ont entre-temps disparu, tués par les Kikuyus. Claude Caillé reprend alors la route et les tournées scolaires pendant trois ans.
De retour au Kenya, il s'associe cette fois avec Carr-Hartley qui capture et fournit des animaux aux zoos du monde entier. Cette fois, l'opération réussit et il revient alors en France avec un cheptel d'animaux exotiques, et s'installe à La Palmyre, au cœur d'une forêt de pins maritimes et de chênes verts, toute proche des plages de l'océan Atlantique.
En juin 1966, le zoo ouvre ses portes avec 60 animaux sur 3 hectares. À la fin du mois d'août, le parc enregistre déjà 129 500 visiteurs. Le succès allant grandissant, le zoo ne cesse de s'agrandir, de s'embellir et d'accueillir de nouveaux arrivants. Le parc en 2019 héberge 1 600 animaux.

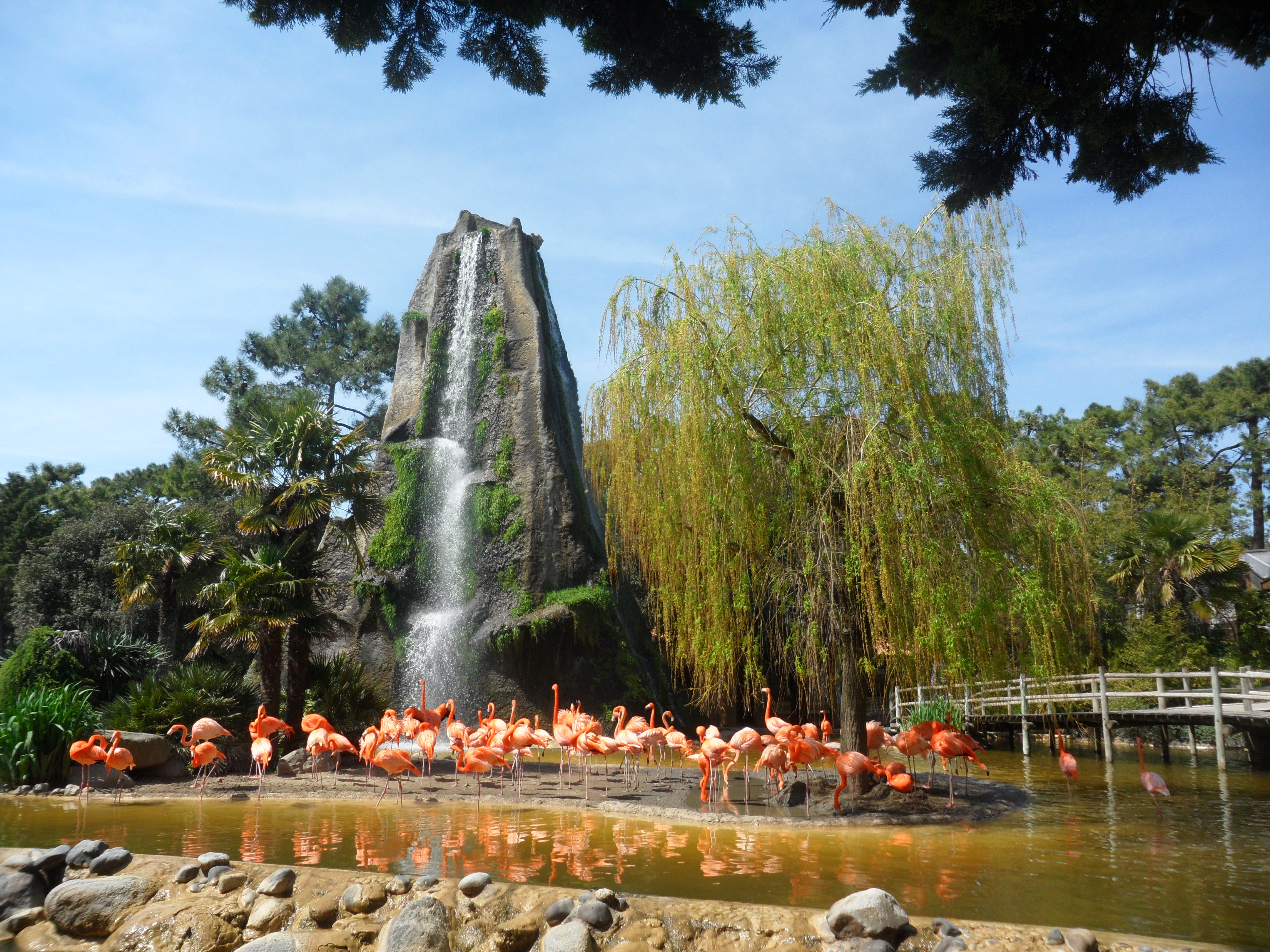
Le zoo de la Palmyre.

Les pensionnaires du zoo sont considérés comme faisant partie de la famille, et ainsi, les bébés dont les mères ne s'occupent pas sont élevés au biberon, tandis que les enfants dorment avec les petits guépards, qui sont également leurs camarades de jeu, et prennent leur bain avec les loutres.
Il est devenu au fil du temps un des dix parcs zoologiques les plus fréquentés de France avec près de 750 000 visiteurs chaque année et un élément phare du patrimoine de la région Nouvelle-Aquitaine. À près de quarante ans d’existence, toujours en constante évolution, le parc de La Palmyre, qui emploie plus d'une cinquantaine de personnes à l’année et autant de saisonniers, est resté une entreprise familiale.
Claude Caillé a pris sa retraite en octobre 2005, laissant sa place à son fils Patrick. Il reste cependant président honoraire de l’Association nationale des parcs zoologiques (ANPZ).
Il meurt le 17 mars 2011 à 80 ans et repose aujourd'hui au cimetière du Bois Caillaud des Mathes.